# Red Coat Trail
La Red Coat Trail est une route de 1 300 km reprenant grossièrement le chemin suivi par la Police montée du Nord-Ouest en 1874 dans leur quête d'apporter la loi et l'ordre dans l'Ouest canadien.